# 多籽乌口树
多籽乌口树（学名：Tarenna polysperma）为茜草科乌口树属下的一个种。